# Salah Dessouki
Salah Asfar Al-Sheshtawi J. Dessouki (in arabo صلاح أسفار الشيشتاوي دسوقي‎?; Il Cairo, 20 ottobre 1922 – Il Cairo, 17 agosto 2011) è stato uno schermidore egiziano, vincitore di sette medaglie di bronzo ai campionati mondiali di scherma.